# Слъзен апарат на окото
Слъзният апарат на окото (Apparatus lacrimalis oculi) включва слъзната жлеза, добавъчните слъзни жлези и сълзоотводните пътища. Играе защитно-почистваща и хранителна роля за окото. Слъзният апарат се оформя в ембрионалното развитие на индивида, но понякога неговата незрялост може да наложи сондиране на слъзния канал.